# Uppsala läns våben
Uppsala läns våben blasoneres I rött fält ett riksäpple av guld. Våbnet er det samme som Upplands, og rigsæblet symboliserer den åndelige og verdslige magt – Uppsala er ærkebispesæde og Uppland er med beliggenheden nær Stockholm ikke langt fra Sveriges magtcentrum.
Våbnet føres med hertugkrone, når det fungerer som landskapsvåben og med kongekrone af statens repræsentant, Länsstyrelsen.